# Medasina polychroia
Medasina polychroia är en fjärilsart som beskrevs av Eugen Wehrli 1941. Medasina polychroia ingår i släktet Medasina och familjen mätare. Inga underarter finns listade i Catalogue of Life.